# Gitane Testi
Pour les articles homonymes, voir Gitane et Testi.
Gitane Testi est une marque de motos franco-italienne, résultant de la fusion de Gitane (français) et de Testi (italien).

## Les Gitane
Gitane est une marque créée le 5 juillet 1928 à Nantes par Marcel Brunelière, un forgeron mécanicien à Machecoul, une petite ville du sud de la Loire-Atlantique. Le nom de la marque vient de son surnom, Le Gitan, en raison de ses multiples déplacements pour courir le client. Associé à Eugène Redois, son cadet, il fabrique ses premiers vélos en 1925, appelés Gmb (Georgette-Marcel-Brunelière), Georgette étant la femme de Marcel. Mais elle trouve ce patronyme trop banal et suggère d'utiliser le surnom de son époux pour créer la marque Gitane. Jacques Anquetil, Lucien Aimar, Lucien Van Impe, Bernard Hinault et Laurent Fignon remporteront dix fois le Tour de France au guidon de vélos Gitane.
Gitane va asseoir sa réputation avec la production de cycles de qualité et un développement de l'entreprise avec l'apparition d'une large gamme de cyclomoteurs et de motocyclettes. La marque est championne du monde et détentrice du record de vitesse à plus de 200 km/h.
Dans les années 1950, Gitane fabrique des 50, 125 et 175 équipés de moteurs Ydral, Vap, Mistral, Itom, Sachs. Elle s’essaye aux cyclos sportifs mais, face à la concurrence italienne, devra jeter l’éponge comme tant d’autres marques.

## Les Gitane Testi
Gitane constate que les jeunes apprécient ces cyclos sportifs et  décide de s’associer à une marque italienne. Un contrat est signé en décembre 1969 entre les sociétés Gitane (Micmo à Machecoul) et Testi, assurant à Gitane l'exclusivité de la distribution de toute la production Testi.
Le succès vient du modèle Champion qui fait rêver tous les jeunes, avec un vrai cadre double berceau qui sera même équipé d'un moteur 125. Un réservoir long et profilé, une fourche de type Cériani, une mini selle, un moteur Minarelli 4 ou 6 vitesses, un carburateur Dell'Orto de 19 à cornet, un frein avant à 4 cames, des caractéristiques qui font du Gitane-Testi Champion un cyclomoteur sportif très prisé des jeunes dans les années 1970.